# فرانچسکو مودستو
فرانچسکو مودستو (انگلیسی: Francesco Modesto؛ زادهٔ ۱۶ فوریهٔ ۱۹۸۲) بازیکن فوتبال اهل ایتالیا است.
از باشگاه‌هایی که در آن بازی کرده‌است می‌توان به باشگاه فوتبال رجینا، باشگاه فوتبال کوزنتسا کالچو، باشگاه فوتبال آسکولی، باشگاه فوتبال پارما، باشگاه فوتبال بولونیا، باشگاه فوتبال پادوا، باشگاه فوتبال کروتونه، باشگاه فوتبال دلفینو پسکارا، باشگاه فوتبال جنوآ، و باشگاه فوتبال پالرمو اشاره کرد.
وی همچنین در تیم ملی فوتبال زیر ۲۰ سال ایتالیا بازی کرده‌است.